# Aleksandra Łappa
Aleksandra Łappa Karwowska, znana również jako Aleksandra z Łappów Karwowska, Aleksandra Łappo, Ola Łappianka (ur. 1872 w Choromcach, gubernia mińska) – polska działaczka narodowa, oświatowa i społeczna, nauczycielka.

## Życiorys
Urodziła się w 1872 w majątku ziemskim w Choromcach w powiecie bobrujskim. Była wnuczką Aleksandra Łappy – ostatniego przed powstaniem styczniowym gubernialnego marszałka mińskiego.
Ukończyła siedmioklasową szkołę H. Czarnockiej w Warszawie. Zdała egzamin na nauczycielkę domową języka francuskiego i ukończyła kurs freblowski u Weryho-Radziwiłłowiczowej. Przez dwa lata kontynuowała naukę w tajnym Uniwersytecie Latającym w Warszawie.
W 1892 wróciła na ziemie mińską z zamiarem utworzenia szkoły średniej w Mińsku i obudzenia ducha polskości w tym mieście. Jednakże władze kategorycznie zabroniły jej tworzenia jakichkolwiek szkół. Udzielała prywatnych lekcji i rozpoczęła działalność patriotyczną w Mińsku. Organizowała obchody narodowe, odczyty dla młodzieży, kursy i tajne nauczanie dla ubogiej ludności polskiej.
W latach 1892–1912 prowadziła kursy dla analfabetów, komplety niedzielne dla młodych dziewcząt, wieczorne komplety dla chłopców, na których uczyła języka polskiego, historii Polski i arytmetyki. Najzdolniejsze uczennice przygotowywała na tzw. ludówki – nauczycielki, które prowadziły zorganizowane przez nią tajne komplety dla dzieci robotników i ubogich chłopów. Nauczała również na kursach dla szwaczek i rzemieślników.
Organizowała pomoc materialną, choinki, święconki i wyjazdy letnie dla najbiedniejszych dzieci. Polskie społeczeństwo Mińska wspierało materialnie jej działalność i udostępniało swoje domy i mieszkania na tajne szkoły. Dwory na ziemi mińskiej: Czarnockich, Jeleńskich, Reytanów, Krahelskich przyjmowały dzieci na kolonie letnie. W domach doktora Witkowskiego i Niesłuchowskich w Mińsku odbywały się ważne uroczystości. Doktorowa Malkiewiczowa, M. Iwaszkiewiczowa, M. Niesłuchowska, K. Boguszewska i M. Lagietowiczówna zajmowały się zbieraniem ofiar pieniężnych i organizowaniem tajnych kompletów.
W 1905 roku po wybuchu rewolucji zwołała zebranie, na którym przedstawiła warunki tajnego nauczania i sytuację oświatową w Mińsku oraz zainicjowała utworzenie Towarzystwa Oświata, w którym działała do 1912. Współpracowała między innymi z Michaliną Łęską ,Niesłuchowską ,Czekotowską i księdzem Łozińskim.
W 1912 roku wyszła za mąż i wyjechała z mężem do Łodzi. Krótko po wybuchu I wojny światowej, jako żona obywatela pruskiego została zesłana wraz z mężem do Charkowa. W Charkowie przez cztery lata utrzymywała się z udzielania prywatnych lekcji. Wieczorami prowadziła bezpłatne lekcje w Domu Polskim. Działała też w wydziale opieki nad dziećmi wygnańców przy Towarzystwie Ofiar Wojny w Charkowie.